# Diário da República (Angola)
O Diário da República (DR) é o veículo de comunicação que torna público todo e qualquer assunto acerca do âmbito da República de Angola.
Desde a sua fundação, em 1 de julho de 1967, sob o nome "Boletim  Oficial", sua edição, publicação, comercialização e distribuição estão sob a responsabilidade da Imprensa Nacional de Angola, que tutela o serviço de publicização das matérias do Governo da República de Angola.
Em 10 de novembro de 1975 o Boletim Oficial é publicado pela última vez com esta denominação, passando, a partir de 11 de novembro de 1975, a denominar-se "Diário da República Popular de Angola". Em 26 de agosto de 1992 seu nome fica finalmente reduzido a "Diário da República".
O Diário da República é atualmente publicado em três séries pela Imprensa Nacional de Angola.